# Psychotria arnoldiana
Psychotria arnoldiana är en måreväxtart som beskrevs av De Wild.. Psychotria arnoldiana ingår i släktet Psychotria och familjen måreväxter. Inga underarter finns listade i Catalogue of Life.